# Bad Life
«Bad Life» es una canción de la cantante y compositora noruega Sigrid y con la banda de rock británica Bring Me the Horizon. Fue escrita por Sigrid Raabe, Oliver Sykes y Jordan Fish y producida por Zakk Cervini y Evil Twin. Fue lanzado como el cuarto sencillo del segundo álbum de estudio de Sigrid How to Let Go.

## Composición y letra
La canción fue escrita originalmente por Oliver Sykes y Jordan Fish para Post Human: Survival Horror de Bring Me the Horizon, la banda decidió que "Bad Life" no era apropiada para el disco y decidió archivar la canción. La banda conoció a Sigrid en el backstage del Festival de Reading y Leeds en 2021 y descubrieron que ambos eran fanáticos de la música del otro. Sintieron que la canción sería más apropiada para su estilo de música y le ofrecieron la canción. Raabe aceptó y reescribió la canción y le pidió a Sykes que colaborara con ella en la pista.
"Bad Life" es una canción de pop y pop rock. Fue escrito en la tonalidad de Mi mayor y funciona a 95 BPM, compuesto por Raabe, Sykes y Fish mientras que fue producido por Zakk Cervini y Evil Twin.

## Video musical
El video musical de "Bad Life" se presentó y publicó en YouTube junto con el sencillo el 21 de abril de 2022 y fue dirigido por Raja Virdi.
Es un video de una sola toma protagonizado por Raabe y Sykes a cada lado de una casa desgastada rodeada por un río interpretando la canción.
A partir de junio de 2022, la canción tiene más de 5 millones de visitas en YouTube.
Hablando sobre el video musical, Raabe explica:

"Sabíamos que queríamos algo bastante simple para el video, algo que enfatizara la letra. Colaboramos con Raja Virdi, y terminamos en este mundo oscuro y ligeramente surrealista de Oli y yo a cada lado de una casa desgastada, no sabiendo por lo que el otro está pasando en el otro lado. Oli es un intérprete tan natural, así que sabía que sería genial de todos modos. Traté de tratar el video musical como un concierto, de alguna manera, moviéndose arriba y abajo del escenario."

Hablando sobre la realización del video, el director Raja Virdi continuó diciendo:

"Ciertamente, a veces la vida puede sentirse como una montaña rusa. Quería representar ese sentimiento con Sigrid y Oli actuando en un escenario hundido de otro mundo en medio de una gran masa de agua, que de repente se transforma en una imagen surrealista tormentosa y atronadora con el eventualidad de llegar a la resolución”.

## Personal
- Sigrid – voz
- Oliver Sykes — voz invitado
- Lee Malia — guitarras
- Jordan Fish — teclados
- Matt Kean — bajo
- Matt Nicholls — batería